# Ferenc Fülöp
Ferenc Fülöp (Budapest, 22 febbraio 1955) è un ex calciatore ungherese, di ruolo attaccante.

## Biografia
Suo figlio, Márton Fülöp, era anch'egli calciatore.

## Carriera

### Nazionale
Ha partecipato ai Mondiali del 1978.

## Palmarès

### Club

#### Competizioni nazionali
- Nemzeti Bajnokság II: 1

MTK Budapest: 1981-1982

#### Competizioni internazionali
- Coppa Piano Karl Rappan: 1

MTK Budapest: 1978